# Medari (Dragalić)
Medari (1880-tól 1900-ig Modare) falu Horvátországban, Bród-Szávamente megyében. Közigazgatásilag Dragalićhoz tartozik.

## Fekvése
Bródtól légvonalban 57, közúton 63 km-re nyugatra, Pozsegától   légvonalban 30, közúton 38 km-re délnyugatra, községközpontjától 2 km-re északra, Nyugat-Szlavóniában, a Szávamente termékeny síkságán, a Trnava mentén fekszik. Házai mára teljesen összeépültek a szomszédos Trnavával, a két falut csak a Trnava-patak választja el egymástól. A templom Medariban van, de a két település közösen építette.

## Története
A település a török uralom idején keletkezett, amikor Boszniából pravoszláv szerbeket telepítettek ide. A térség 1691-ben szabadult fel végleg a török uralom alól. A kialakult erőviszonyokat az 1699-es karlócai béke szentesítette. A török uralom alól felszabadított szlavóniai települések 1698-as összeírásában a település „Medary” néven 27 portával szerepel.  1759-ben 31 házzal már pravoszláv parókia székhelye volt. 1777-ben épített mai templomát Urunk színeváltozása tiszteletére szentelték. 1779-ben 27, 1809-ben 24 ház állt itt pravoszláv lakossokkal. A gradiskai határőrezredhez tartozott, majd a katonai közigazgatás megszüntetése után Pozsega vármegyéhez csatolták.
Az első katonai felmérés térképén „Dorf Medare” néven található. Lipszky János 1808-ban Budán kiadott repertóriumában „Medare” néven szerepel.  
Nagy Lajos 1829-ben kiadott művében „Medare” néven 63 házzal, 9 katolikus és 219 ortodox vallású lakossal találjuk.  Az iskolát 1840-ben építették.
1857-ben 198, 1910-ben 455 lakosa volt. Az 1910-es népszámlálás szerint lakosságának 88%-a szerb, 5%-a horvát, 2-2%-a ruszin, német és magyar anyanyelvű volt. Pozsega vármegye Újgradiskai járásának része volt. Az első világháború után 1918-ban az új szerb-horvát-szlovén állam, majd később (1929-ben) Jugoszlávia része lett. A település 1991-től a független Horvátországhoz tartozik. 1991-ben lakosságának 81%-a szerb, 7%-a jugoszláv, 5%-a horvát nemzetiségű volt. A délszláv háború során már a háború elején szerb ellenőrzés alá került. 1995. május 1-jén a „Bljesak-95” hadművelet első napján foglalta vissza a horvát hadsereg. A szerb lakosság legnagyobb része elmenekült. 2011-ben a településnek 177 lakosa volt. 

## Lakossága
| Lakosság változása | Lakosság változása | Lakosság változása | Lakosság változása | Lakosság változása | Lakosság változása | Lakosság változása | Lakosság változása | Lakosság változása | Lakosság változása | Lakosság változása | Lakosság változása | Lakosság változása | Lakosság változása | Lakosság változása | Lakosság változása |
| ------------------ | ------------------ | ------------------ | ------------------ | ------------------ | ------------------ | ------------------ | ------------------ | ------------------ | ------------------ | ------------------ | ------------------ | ------------------ | ------------------ | ------------------ | ------------------ |
| 1857               | 1869               | 1880               | 1890               | 1900               | 1910               | 1921               | 1931               | 1948               | 1953               | 1961               | 1971               | 1981               | 1991               | 2001               | 2011               |
| 198                | 269                | 262                | 305                | 365                | 455                | 499                | 493                | 483                | 496                | 550                | 535                | 479                | 452                | 211                | 177                |

## Nevezetességei
Urunk színeváltozása tiszteletére szentelt pravoszláv templomának elődjét egy Szent Miklósnak szentelt fatempomot 1752-ben szentelte fel Sofronije Jovanović pakrác-szlavóniai ortodox püspök. Ez a templom a medari szőlőhegytől északnyugatra állt azon a helyen, amelyet ma Stara crkvának, vagy Crkvinának neveznek. A mai templom építése 1777-ben kezdődött, majd 1834-ben, 1950-ben, 1967-ben és 1990-ben is megújították. A délszláv háború során egy gránáttalálattól tornya súlyosan megsérült, tetőzete beomlott. Ma háborús mementóként, égnek meredező csupasz falakkal áll a falu közepén. Teteje és tornyának fele teljesen hiányzik. A szomszédos parókia épülete ugyancsak tető nélkül, elhagyatottan áll.